# Janvier 1990

## Événements

### Lundi1erjanvier1990
- Madagascar : le cyclone « Alibera » frappe le pays tuant 46 personnes, faisant près de 56 000 sans abris, et de très importants dégâts dont 32 000 hectares de cultures détruites.
- Roumanie : le gouvernement annonce une redistribution partielle des terres aux paysans et l’abolition de la peine de mort.
- Royaume-Uni : Mr. Bean de Rowan Atkinson fait ses débuts dans une émission spéciale de Thames Television.

### Mardi2 janvier 1990
- Azerbaïdjan : manifestations d’Azéris à Bakou, la capitale, une chasse aux arméniens commence. Les autorités locales sont dépassées, des miliciens sont désarmés.
- Le nouveau président tchèque Václav Havel effectue un voyage officiel à Berlin-Est et en RFA.

### Mercredi3 janvier 1990
- Panama : 
  - À la suite de l’intervention militaire américaine, le général Noriega, réfugié à la nonciature apostolique (en) depuis le 25 décembre dernier, se livre aux autorités américaines. Depuis le 4 février 1988, douze chefs d’inculpations pèsent contre lui, parmi lesquels conspiration, escroquerie, trafic de drogue et recel. Il est accusé d’avoir touché 4,6 millions de US dollars du « cartel de Medellin » pour sa collaboration au traitement et au transport de cocaïne vers les États-Unis d’Amérique, mais aussi d’avoir blanchi des narco-capitaux, d’avoir donné refuge à des trafiquants recherchés, et d’avoir collaboré avec Fidel Castro pour les trafics passant par Cuba.
  - Transféré en Floride pour y être jugé, présenté au juge, dès le 4 janvier, le général Noriega, matricule 41586, plaide non coupable. Il risque 145 années de prison et une amende de 1,5 million US dollars. L’affaire s’annonce aussi compliquée, fastidieuse et embarrassante pour le gouvernement américain, que l'Irangate.
  - Le président George H. W. Bush annonce que les objectifs de la mission « Juste cause » lancé le 20 décembre ont été atteints.

### Jeudi4 janvier 1990
- Le gouvernement soviétique envoie deux émissaires officiels en Azerbaïdjan.
- France : le président François Mitterrand reçoit dans sa propriété de Latche le chancelier Helmut Kohl pour des entretiens. Ils annoncent un accord sur l’idée d’une confédération européenne avec les pays de l’Est de l’Europe.

### Samedi6 janvier 1990
- Roumanie : les étudiants et les partis d’opposition manifestent.

### Dimanche7 janvier 1990
- Bulgarie : des manifestations sont organisées pour protester contre la restitution de ses droits à la minorité turque.
- Cambodge : des commandos de combattants Khmers rouges pénètrent dans la deuxième ville du pays Battambang.
- Roumanie : le gouvernement annonce le report des élections libres qui étaient prévues initialement pour avril. Le 12, il annonce qu’elles seront organisées le 20 mai 1990.

### Lundi8 janvier 1990
- RDA : les manifestations de masse, interrompues fin décembre, reprennent avec des slogans en faveur de l’unité allemande (réunification).
- Roumanie : le gouvernement annonce la création de tribunaux militaires d’exception chargés de juger les « terroristes » de l’ancien président Ceausescu, et de juger les agents de la « Securitate ».

### Mardi9 janvier 1990
- Espace : la navette spatiale américaine Columbia décolle pour un voyage de 11 jours, lors duquel elle effectue la récupération d’un satellite d'observation scientifique, en orbite depuis avril 1984, lance un satellite de communication militaire et effectue une série d’études (voir ).
- Europe : le premier ministre Toshiki Kaifu entame une tournée européenne de huit jours lors de laquelle il va se rendre en RFA, en Belgique, en France, en Grande-Bretagne, en Italie, en Pologne et en Hongrie. À Berlin-Ouest, il déclare : « Le Japon est appelé à jouer un rôle majeur, non seulement économique, mais politique ».
- France : Philippe Séguin et Charles Pasqua mettent en cause la direction du RPR et Alain Juppé, et ils proposent la constitution d’un nouveau mouvement : le Rassemblement pour la France. Leur déclaration constitue un réquisitoire contre le « déclin du RPR » dont les responsables sont implicitement désignés - Rupture définitive entre Charles Pasqua et Jacques Chirac.

### Mercredi10 janvier 1990
- Chine : le gouvernement annonce la levée de la loi martiale instaurée à Pékin le 20 mai 1988.
- France : les chefs de cliniques et les internes des hôpitaux de Paris se mettent en grève illimitée.

### Jeudi11 janvier 1990
- Lituanie : le président soviétique Mikhaïl Gorbatchev, lors de sa visite officielle de trois jours, annonce directement à la foule vouloir renforcer « le front du changement » et accélérer la perestroïka.

### Vendredi12 janvier 1990
- Algérie : violentes manifestations des Frères musulmans. Plusieurs centaines d’entre eux investissent le commissariat du huitième arrondissement d’Alger et libèrent un de leurs partisans emprisonné à la suite des manifestations de décembre dernier. Le premier ministre algérien Mouloud Hamrouche ne met pas directement en cause les mouvements islamistes, dénonçant seulement « ceux qui s’opposent aux réformes ».
- France : la compagnie d’aviation Air France rachète UTA.
- Lettonie : le rôle dirigeant du PC est aboli.
- Roumanie : annonce des élections pour le 20 mai et mise hors-la-loi du Parti communiste roumain.
- Négociations Est-Ouest : reprise des négociations de Vienne sur les forces conventionnelles en Europe.

### Samedi13 janvier 1990
- France : réunion du comité directeur du PS en vue de préparer le congrès de Rennes des 15-18 mars : sept motions sont déposées.
- Haut-Karabagh : en Azerbaïdjan des combats meurtriers entre azéris et arméniens pour le contrôle de cette enclave peuplée d’arméniens victimes de pillages et de meurtres font suite aux manifestations violentes du 2 janvier. L’Armée rouge va intervenir à partir du 15 janvier.
- Roumanie : le Conseil du Front de salut national revient sur l’annonce de mise hors-la-loi du Parti communiste roumain et annonce un référendum sur cette question, et rétablit la peine de mort qu’il avait abolie le 31 décembre.

### Lundi15 janvier 1990
- République démocratique allemande : des manifestants mettent à sac les locaux de la Stasi, l’ancienne police secrète.
- Azerbaïdjan : l’état d’urgence est décrété et 15 000 hommes des troupes d’élite soviétiques (paras, gardes-frontières, soldats du KGB) entrent dans le pays.
- Bulgarie : le parlement vote à l’unanimité l’abolition des articles de la Constitution assurant au PC un rôle dirigeant dans les affaires du pays. Il supprime aussi l’ancienne législation sur la minorité turque (8 % des 9 millions d’habitants). Les commissions préparent aussi le limogeage d’une entraine de députés compromis avec l’équipe de Todor Jivkov, la suppression de toutes références à un « État socialiste… dirigé par la classe ouvrière ».
- Cambodge : à Paris durant deux jours, relance des négociations entre les cinq membres permanents du Conseil de sécurité des Nations unies.
- France : 
  - La grève illimitée entamée le 10 par les chefs de cliniques et les internes des hôpitaux de Paris s’étend en province.
  - Loi no 90-55 du 15 janvier 1990, relative à la limitation des dépenses électorales et à la clarification du financement des activités politiques.
- Haut-Karabagh : à la suite des combats violents entre Arméniens et Azéris, pour le contrôle de cette enclave, l’état d'urgence est instaurée et l’Armée rouge intervient.
- Négociations Est-Ouest : Première réunion préparatoire, à Paris, pour la création de la future BERD (Banque européenne pour la reconstruction et le développement de l’Europe de l'Est) qui associe 34 pays.

### Mardi16 janvier 1990
- République démocratique allemande : le premier ministre Hans Modrow effectue la première visite officielle d’un chef de gouvernement de RDA à Berlin-Ouest.
- Bulgarie : ouverture la table ronde entre le gouvernement et l’opposition sur la question des minorités turques.
- États-Unis : le président George Bush annonce au peuple américain que l’Amérique entre en guerre. Citant Thomas Paine, il dit : « Voici les temps qui éprouvent l’âme des hommes » et proclame la naissance du « nouvel ordre mondial »
- France : 
  - À Marseille, le docteur Jean-Jacques Peschard, maire-adjoint de la ville est assassiné. Il pourrait s’agir d’un nouvel épisode de l’affaire de la guerre des cliniques.
  - Le ministre de l’Intérieur Pierre Joxe annonce une série de mesures économiques et culturelles pour la Corse dont la création d’un Commissariat au développement.
- Négociations Est-Ouest : réunion des chefs d’état-major de l’OTAN, du Pacte de Varsovie, et des pays neutres et non alignés.
- Pologne : début de mouvements de grève dans les mines de Silésie.

### Mercredi17 janvier 1990
- France : à Villeurbanne, l’ancien ministre socialiste, Charles Hernu, meurt d’une crise cardiaque à l’âge de 66 ans.
- Jamel Debbouze perd son bras droit à la suite d'un accident sur une voie de train.
- Roumanie : le Conseil du Front de salut national revient sur l’annonce de référendum concernant la mise hors-la-loi du PC.

### Jeudi18 janvier 1990
- Bulgarie : arrestation de Todor Jivkov, 78 ans, l’ancien dirigeant et numéro un du PC. Il avait été limogé le 10 novembre 1989 par Petar Mladenov et placé sous haute surveillance. Il est poursuivi pour « incitation à la haine nationale » et « détournement de biens publics en quantité particulièrement importante ».
- États-Unis : arrestation du maire noir de Washington, Marion Barry, pris en flagrant délit d’achat et de consommation de drogue (du crack une drogue dure dérivée de la cocaïne). Politiquement il était accusé par ses opposants de corruption, de dépenses ostentatoires, d’immoralité (au vu de ses nombreuses conquêtes féminines) et d’incapacité à contrôler la violence et la criminalité dans la capitale (438 meurtres en 1989).
- Hongrie : visite officielle de deux jours à Budapest du président français François Mitterrand. Il annonce l’octroi par la France de crédits pour un montant de deux milliards de FRF (=387 millions d'euros/2002).

### Vendredi19 janvier 1990
- France : Jean-Pierre Soisson, ministre centriste du Travail, annonce sa volonté d’élargir la majorité présidentielle vers le centre-gauche.

### Samedi20 janvier 1990
- Azerbaïdjan : les chars soviétiques pénètrent dans la capitale Bakou qui est reprise aux insurgés.
- Haut-Karabagh : le Nakhitchevan proclame son indépendance « totale ».
- Union européenne : annonce d’une aide alimentaire d’urgence de 54 millions d'euros/2002 accordée à la Roumanie et d’une autre de 39 millions d'euros/2002 à la Pologne.

### Dimanche21 janvier 1990
- République démocratique allemande : le SED (PC) prononce l’exclusion de son ancien secrétaire général Egon Krenz.
- Espace : la fusée européenne Ariane met sur orbite Spot 2, le deuxième satellite français d’observation de la Terre.

### Lundi22 janvier 1990
- Yougoslavie : 
  - Lors du congrès de la Ligue des communistes yougoslaves, réunissant 1600 délégués depuis le 20 janvier, la ligue renonce à son rôle dirigeant, mais repousse d’autres amendements à la Constitution, notamment ceux prévoyant la dépolitisation de l’armée, de la presse et de l’enseignement, de plus la question de transformation de la ligue communiste en parti socialiste réformiste est aussi repoussée. Les délégués slovènes, approuvés par la délégation croate, se retirent.
  - Le premier ministre serbe Slobodan Milošević dénonce le départ des délégués slovènes comme « une tentative de dissolution de la Ligue des communistes, aux conséquences imprévisibles. »

### Mardi23 janvier 1990
- Hongrie : le gouvernement soviétique donne son accord de principe pour le retrait total de ses 52 000 soldats avant la fin 1991.

### Mercredi24 janvier 1990
- Azerbaïdjan : l’Armée rouge brise le blocus du port de Bakou à coups de canon. Les dirigeants du Front populaire d'Azerbaïdjan basculent dans la clandestinité et appellent à la lutte armée. La perte de Bakou menacerait l’équilibre énergétique de l’URSS car la région concentre 70 % de l’industrie para-pétrolière soviétique, et près de 200 000 cadres soviétiques et leurs familles y vivent.
- Cambodge : le Prince Sihanouk abandonne la direction de la résistance anti-vietnamienne.
- Espace : le premier satellite lunaire japonais est lancé avec succès.
- France : à la suite de l’assassinat à Marseille, du docteur Jean-Jacques Peschard, maire adjoint de la ville, arrestation du docteur Armand Gallo, soupçonné d’en être le commanditaire.
- Kosovo : les « Albanais » reprennent leurs manifestations anti-serbes.

### Jeudi25 janvier 1990
- Le président George Bush annonce une aide américaine au Panama d’un montant d’un milliard de US dollar.
- Didier Auriol gagne le Rallye Monte-Carlo.

### Vendredi26 janvier 1990
- Afrique : sixième voyage du pape Jean-Paul II qui durant six jours va rendre visite au Cap-Vert, à la Guinée-Bissau, au Mali, au Burkina Faso et au Tchad.
- Grande-Bretagne : décès à Londres de l’actrice américaine Ava Gardner à l’âge de 67 ans.
- Inde : L’armée entre en force dans Srinagar, capitale du Cachemire à majorité musulmane. Cet état est en sécession depuis le début du mois.
- Italie : Silvio Berlusconi est nommé président de Mondadori, le premier groupe de presse italien, contre Carlo De Benedetti.
- Roumanie : Le vice-président du Conseil du Front de salut national, Dumitru Mazilu, démissionne.

### Samedi27 janvier 1990
- France : 
  - À la suite de l’assassinat à Marseille, du docteur Jean-Jacques Peschard, maire-adjoint de la ville, arrestation de Jean Chouraqui, propriétaire de cliniques, soupçonné de complicité d’assassinat, en 1988, de Léonce Mout, un autre propriétaires de cliniques.
  - Aux Assises de Paris, après cinq jours de procès de l’affaire Malik Oussekine, les deux policiers poursuivis pour violences ayant entraîné la mort sans volonté de la donner en décembre 1986, sont condamnés à cinq et deux ans de prison avec sursis. Les mouvements anti-racistes vont manifester le 29 janvier contre ce verdict qu’ils jugent trop clément.
- Roumanie : Ouverture des premiers procès des dignitaires de l’ancien régime communiste de la dictature Ceausescu.

### Dimanche28 janvier 1990
- République démocratique allemande : à la suite d'une table ronde gouvernement-opposition, la date des premières élections libres sont avancées du 6 mai au 18 mars.
- Allemagne de l'Ouest : le SPD d’Oskar Lafontaine obtient la majorité absolue aux élections du land de Sarre.
- France : 
  - Résultats électoraux : lors de l’élection municipale partielle de Cannes, victoire dès le premier tour avec 50,73 % des voix de Michel Mouillot, maire UDF invalidé. Michel Mouillot était soutenu par Alain Juppé contre Anne-Marie Dupuy, maire sortante, ancienne collaboratrice de Georges Pompidou et cofondatrice du RPR en 1976. Le Front national arrive en deuxième position avec une progression de 6,5 % par rapport à mars 1989, il progresse aussi à des élections cantonales partielles à Bordeaux (+14 %) et à Villeneuve-d'Ornon (+7 %).
  - Quatre dangereux truands réussissent à s’évader de la prison de Lille, ils portent à 28 le nombre d’évasions des prisons françaises en six semaines.
- Haut-Karabagh : le bilan officiel des combats annonce 125 morts dont 27 soldats soviétiques.
- Pologne : le Parti ouvrier polonais s’autodissout et éclate en deux nouveaux partis : la Social-démocratie de la république polonaise et l’Union sociale-démocrate.
- Roumanie : de nouvelles manifestations, menées par le Parti national libéral et par le Parti national paysan sont organisées contre le Conseil du Front de salut national

### Lundi29 janvier 1990
- États-Unis : le président George Bush présente son projet de budget pour 1991 qui prévoit une réduction du déficit à 63,1 milliards de US dollars (77,9 milliards d’euros/2002) contre 152,1 milliards en 1989.
- France : au tribunal correctionnel de Paris, ouverture du procès du réseau terroriste de Fouad Ali Salah pour les attentats de septembre 1986 à Paris.
- Kosovo : des manifestants « albanais » se livrent aux pires violences contre la population serbe. Aussitôt 10 000 Serbes manifestent à Belgrade pour exprimer leur solidarité aux 200 000 Serbes de la république autonome du Kosovo, et manifestent aux cris de « Tito criminel », « Tito-Ceausescu » et réclame la fin de la dictature communiste.
- Roumanie : contre-manifestations et mobilisation des partisans du Conseil du Front de salut national. Les sièges du Parti national libéral et du Parti national paysan sont attaqués.

### Mardi30 janvier 1990
- République démocratique allemande : le premier ministre Hans Modrow est reçu au Kremlin par Mikhaïl Gorbatchev qui déclare au sujet de l’unité allemande : « En principe, personne ne la met en doute ».

### Mercredi31 janvier 1990
- Négociations Est-Ouest : le président George Bush propose, dans son « message sur l’état de l’Union », de réduire les forces américaines basées en Europe centrale et orientale à 195 000 hommes.
- Liban : combats inter-chrétiens entre l’armée du général Michel Aoun et les forces libanaises.
- Union soviétique : ouverture du premier « McDonald's » à Moscou.

## Naissances
- 1er janvier : Nadia Pariss, actrice pornographique et mannequin de charme afro-américaine.
- 4 janvier : Toni Kroos, footballeur allemand
- 7 janvier : Camryn Grimes, actrice américaine.
- 10 janvier : Israa al-Ghomgham, militante saoudienne pour les droits de l'homme.
- 11 janvier :  
  - Ismaily Gonçalves dos Santos, footballeur brésilien.
  - Saúl Jiménez Fortes, matador espagnol.
  - Kotoki Zayasu, joueuse de volley-ball japonaise.
- 13 janvier : Liam Hemsworth, acteur australien
- 14 janvier : 
  - Grant Gustin, acteur américain
  - Jul, rappeur et chanteur français
  - Rachid Taouil, footballeur algérien.
- 17 janvier :
  - Zororo Makamba, journaliste zimbabwéen († 23 mars 2020).
  - Tanguy Ramassamy, basketteur français.
- 22 janvier : Alizé Cornet, joueuse de tennis française.
- 23 janvier : Phillipp Dittberner, chanteur allemand.
- 26 janvier : 
  - Peter Sagan, coureur cycliste slovaque.
  - Sergio Pérez, pilote automobile mexicain.

- 28 janvier : Luce, chanteuse et actrice française.

## Décès
- 5 janvier :
  - Joseph Mauclair, coureur cycliste français (° 9 mars 1906).
  - Kléber Piot, coureur cycliste français  (° 20 octobre 1920).
- 6 janvier : Pavel Tcherenkov, physicien russe, Prix Nobel de physique 1958 (° 28 juillet 1904).
- 9 janvier : Alfred Coste-Floret, homme politique français (° 9 avril 1911).
- 11 janvier : 
  - Juliet Berto, metteur en scène de théâtre et réalisatrice de cinéma (° 16 janvier 1947).
  - Francis Pagnon, musicologue français.
- 17 janvier : Charles Hernu, socialiste, ancien ministre des Armées (° 3 juillet 1923).
- 20 janvier : Barbara Stanwyck, actrice américaine (° 16 juillet 1907).
- 25 janvier : Ava Gardner, actrice américaine (° 24 décembre 1922).